# Dio-Gare
Dio-Gare es una localidad y comuna del círculo de Kati, región de Kulikoró, Malí. Su población era de 8.161 habitantes en 2009.